# Insan-gun
Insan-gun (koreanska: 린산군) är en kommun i Nordkorea.   Den ligger i provinsen Norra Hwanghae, i den södra delen av landet, 90 km söder om huvudstaden Pyongyang.